# A Topkapı palota I. Szulejmán korában

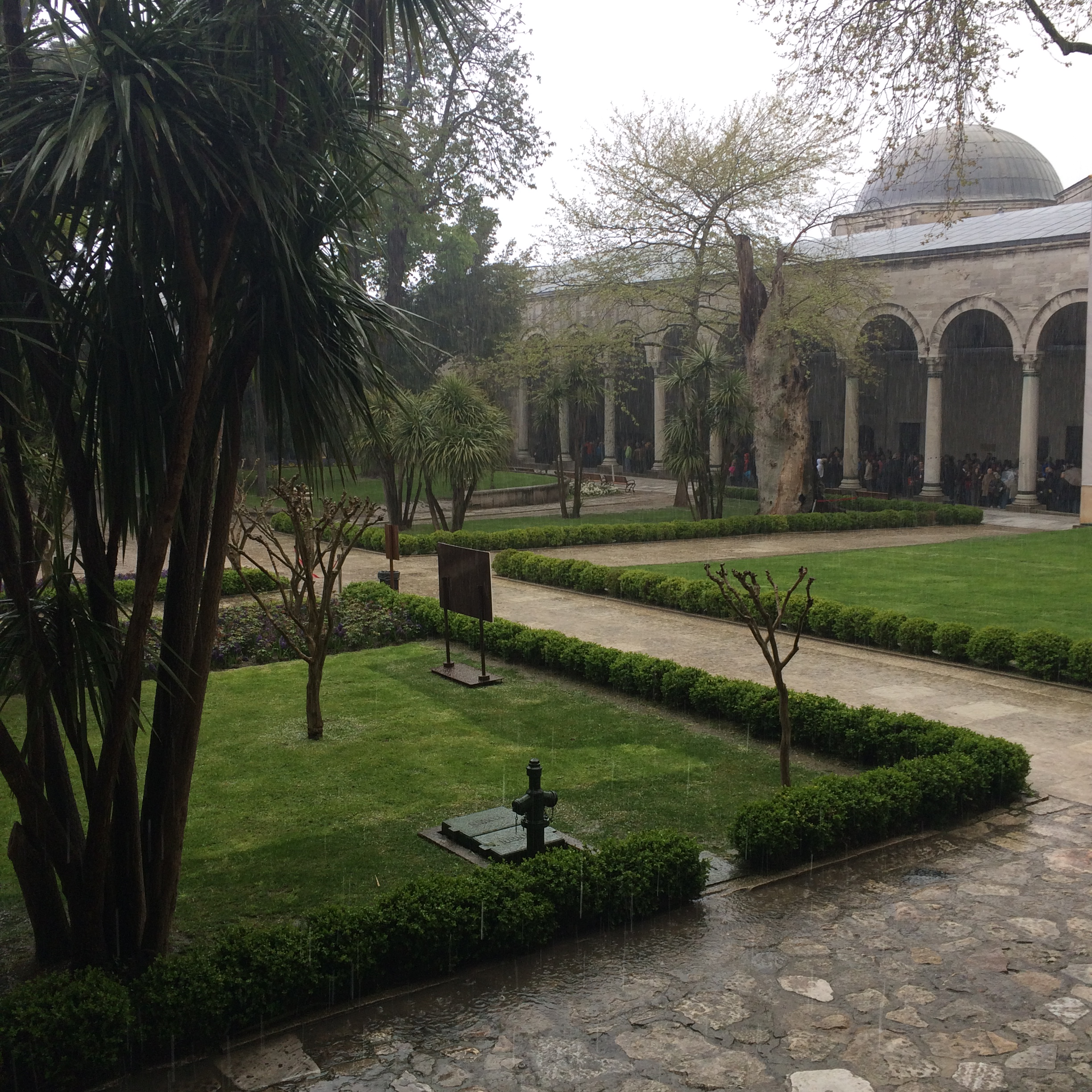
A Topkapi palota egyik külső udvara

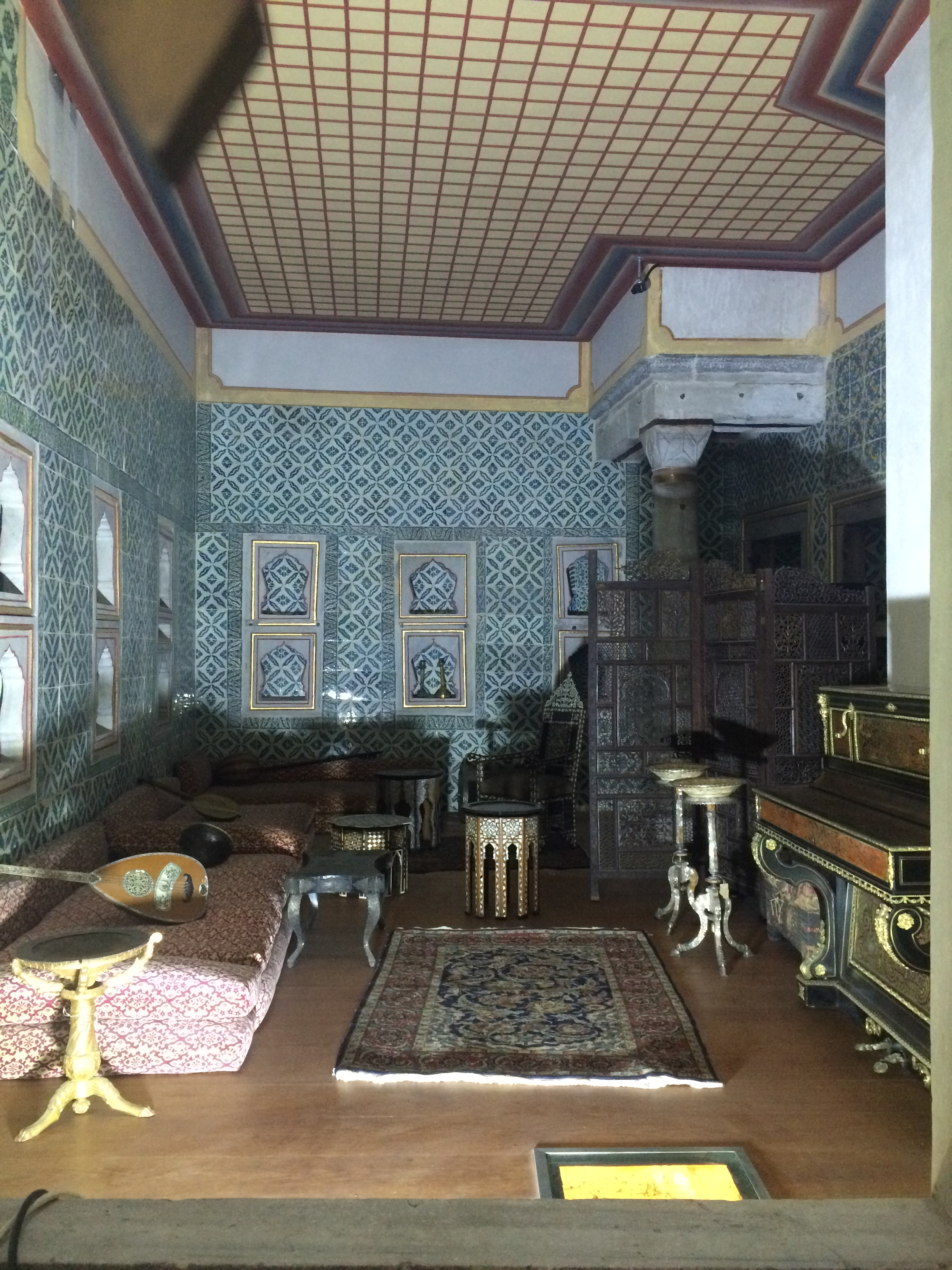
A háremhez közeli eunuch lakrész

Az Isztambulban található Topkapi palota az Oszmán Birodalom egyik legtekintélyesebb fennmaradt műemléke. Ezzel együtt az egyik legkevésbé megértett, értelmezett épületkomplexum. Annak ellenére, hogy kívülről szerény épületnek tűnik, a törökök számára a szultáni fenség szimbóluma, büszkeségük forrása. Az oszmán szuverenitást jelképezte, ahol a török szultánok és udvartartásuk lakozott.

## Szulejmán

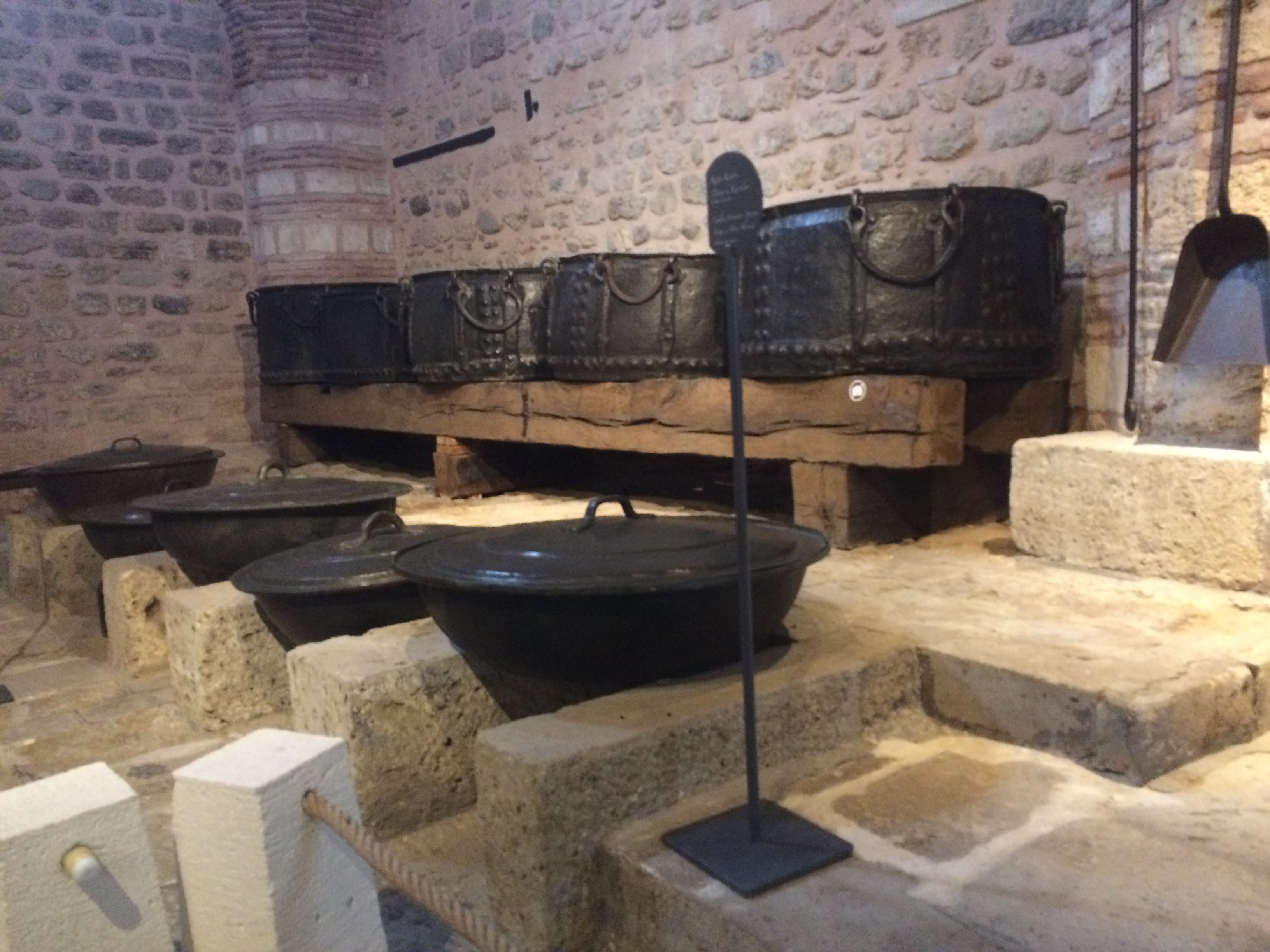
Konyha

Szulejmán szultán a török Oszmán-ház tizedik uralkodója volt, emellett ő volt az első szultán, aki ezt a nevet viselte. Nagyapja, II. Bajazid (1481–1512) segítségével került be a politikába, ő erre az egyetlen példa az egész Oszmán uralkodóházban. Alig huszonhat éves volt, amikor trónra lépett, és ezzel egy hatalmas birodalmat vett kézbe, mely a Duna alsó szakaszától egészen a Nílusig terjedt. Negyvenhat éven át uralkodott. Szám szerint tizenhárom harcban vett részt személyesen, számos fényes győzelmet aratott. Szulejmánnak nem kellett megküzdenie a trónért, csupán lánytestvérei voltak, feszültség és küzdelem nélkül foglalhatta el azt. A törökök a mai napig Kanunî Szulejmánnak nevezik, ami Törvényhozót jelent, ezt pedig azzal érdemelte ki, hogy törvénykönyvet (kánunnámét) készíttetett.
Szulejmán szultán,  amint meghallotta apja halálának hírét, a Topkapi palotába sietett, ahol megtörtént beiktatása ekkor csupán huszonhat éves volt. Szolgálattevői elkészítették a tugrás pecsétgyűrűket, ezekből az egyiket a nagyvezér kapta, viszont nem viselhette ujján, hanem egy kis tarsolyban hordta, a nyakában. Új pénzt veretett, ez pedig már a Szulejmán nevet hirdette. A pénteki napokon, a dzsámikban már nem elődje, I. Szelim  nevét foglalták imába, hanem az ifjú új szultánét. Manisai udvartartása is megérkezett a Topkapiba, édesanyja és családja, felesége, Máhidevrán, és fia, Musztafa is velük jött. Egy új fejezet kezdődött mind a törökök, mind a keresztény világ számára.
Ami a politikát illeti, fontos mérföldkőnek számított Nándorfehérvár elfoglalása 1521-ben, ugyanis ez hosszas ostromlás során elődeinek nem sikerült. A következő év szintén győzelmet tartogatott számára, Rodosz várát vette be, száműzve onnan a johannita lovagokat Málta szigetére. Első két győzelme hatalmas tekintélyt szerzett neki, hiszen mindkét erőd bevehetetlennek számított korábban az oszmánok számára.
1526-ban, II. Lajos magyar király hadai fölött teljes győzedelmet aratott Mohácsnál. Ezt a csatát tekintik Szulejmán legfényesebb sikerének. 1529-ben Bécsnél kudarc érte, a törököknek a kedvezőtlenre fordult időjárás miatt vissza kellett vonulniuk hazájukba. Alig telt el három év, Szulejmán újra hadba vonult, szintén Bécs ellen, de ezúttal Kőszeg vára tartóztatta fel. 1534–1536-ban figyelmét a kelet felé fordította, elfoglalta Bagdadot és Tebrizt, ezáltal meghódította Irak és Azerbajdzsán egy részét. Tebrizt nem tudhatta sokáig a magáénak. Hajreddin Barbarosszát nevezte ki a flotta parancsnokának, akinek sikerült legyőznie az európaiakat az Adriai-tengeren. Szapolyai János halála 1540-ben alaposan felforgatta a magyar belpolitikai helyzetet, rá egy évre pedig Szulejmán megszállta Budát, és közel százötven évig uralta Magyarország középső részét. 1543-ban elfoglalta Tatát, Székesfehérvárt és Esztergomot. 1548-ban, majd 1553-55-ben a Szafavidák ellen vezetett harcot.

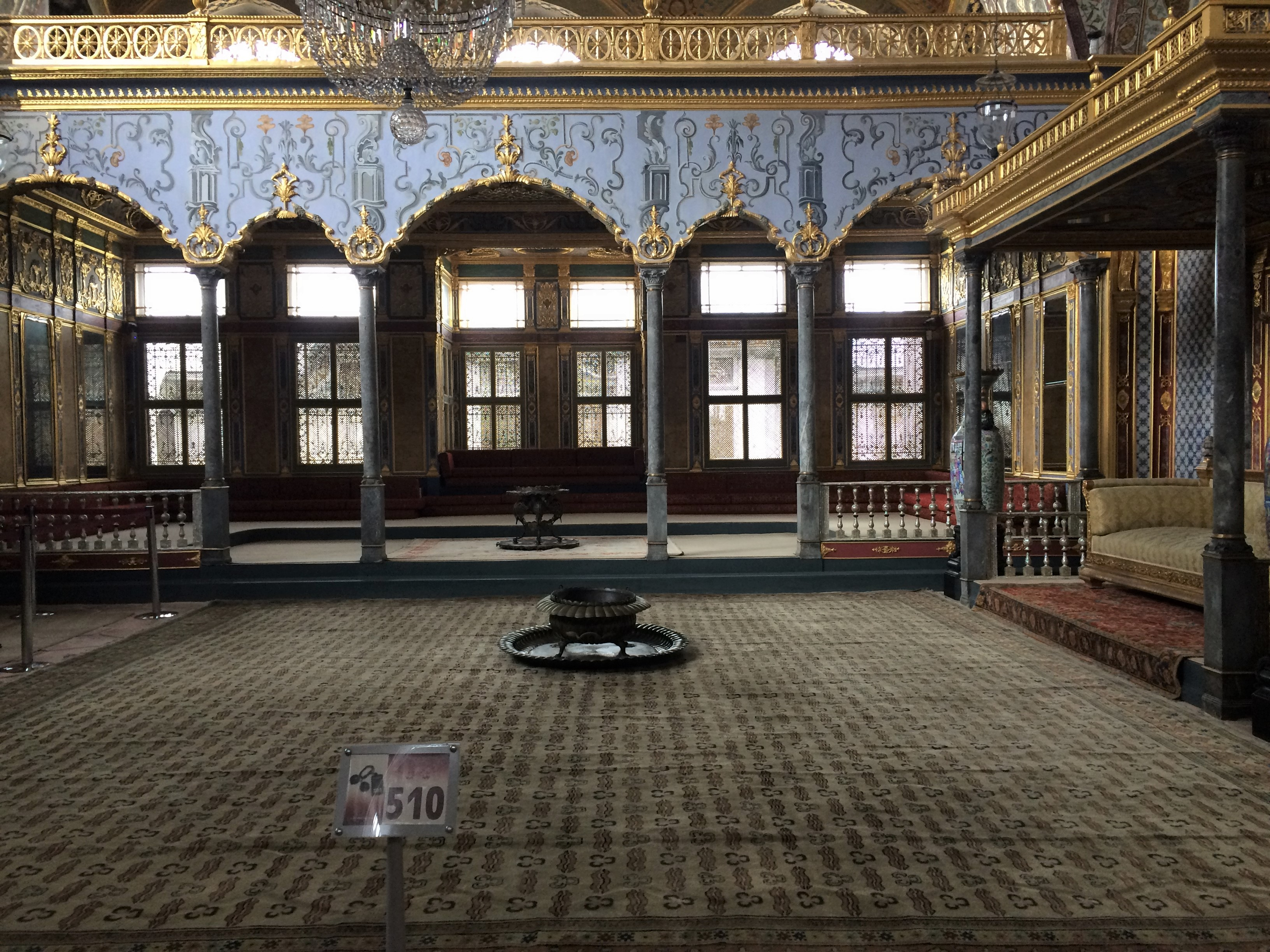
Fogadásokra szánt szalon

Utolsó hadjárata, hosszú szünet után, csaknem tíz év elteltével következett Szigetvár ellen. 1566-ot írtak az európaiak, Szulejmán pedig ismét a magyarok ellen indult, de már nem lovon, ugyanis az idős szultán ekkor már meglehetősen gyenge volt. Már nem élhette meg a diadalt, a vár bevétele előtt két nappal, 1566. szeptember 6-án elhunyt. Halálát bizalmasai titokban tartották a biztos siker érdekében, ugyanis a szultán halála megrendíthette volna a janicsárok elszántságát. A fegyverhordozó Szulejmán nevében parancsokat osztott ki – ugyanis hasonló volt az írásuk. A halálát addig tartották titokban, ameddig hírt nem kaptak fia, II. Szelim trónra lépéséről. Az ostrom után Szulejmán testét hazavitték Isztambulba, és a Szulejmán dzsámi mellett, az általa elrendelt helyen helyezték el. A Szulejmán dzsámi Isztambul egyik legnagyobb imahelye. A sír fölött azóta gyönyörű türbe – azaz mauzóleum – áll.

### A Topkapi palota felépítése és funkciói Szulejmán szultán korában
A Topkapi palota Isztambul egyik lépcsőzetes dombján fekszik, izoláltan, pontosabban ott, ahol a Boszporusz, a Márvány-tenger és az Aranyszarv-öböl találkozik. A város egyik leggazdagabb pontján terül el, a Hagia Szophia, valamint a Kék mecset közelében. A palotai oldalai a forgalmas kikötővel találkoznak. A Topkapi magyarul ágyúkaput jelent, nevét pedig a néptől kapta, a legfontosabb kapukat egykor őrző két ágyúról.
II. Mehmed (1451-1481) szultán építtette, akit Hódító Mehmedként is ismerünk. Személyes, szultáni rezidenciájának adott helyet, illetve az Oszmán Birodalom adminisztratív központját képezte. Mehmed szultán 1453-ban foglalta el Konstantinápolyt, rövidesen a hódítás után a Hagia Sophia bazilikát mecsetté alakíttatta át. Pár évvel később felépített egy palotát a jelenlegi isztambuli egyetem helyén. Rövidesen a palota elkészülése után úgy döntött, hogy építtet még egyet, ez pedig a Topkapi palota volt. Állítólag azért építtette, hogy kimutassa határtalan önbizalmát, egy szellős, belvederés palotára vágyott. A területet, az Aranyszarv-öböl és a Márvány tenger között kimagasló dombot hosszú konzultációk után tapasztalt, remek mérnökök segítségével választotta ki. Azóta nevezik ezt a hegyfokot Szeráj-foknak is.
A palota 1456 és 1478 között épült fel, tulajdonképpen ez az időszak egybeesett a hatalom központosításával és a birodalom kiépítésével is. II. Mehmed szultán álmodta meg alaprajzát, és fő épületei még a XV. században felépültek. Végleges formáját a XVI. században nyerte el. Virágkorát Nagy Szulejmán szultán uralma alatt élte. Szulejmán szultán kora a soha nem látott pompa időszaka volt, ekkor történtek a legkiterjedtebb renoválások és bővítések.50 Az épületkomplexumban több szerv is funkcionált, műhely, kórház, istálló, konyhák, pékségek, fürdők, kihallgatási termek, kincstárak, könyvtárak, levéltárak, kisebb mecsetek, fegyvertárak, ezen kívül hálótermek, állatkertek, medencék, kutak, kertek és pavilonok tarkították a berendezést, valamint iskola is működött.
I. Szulejmán után évszázadokon át érintetlen maradt a palotaegyüttes formája, annak ellenére, hogy restaurálták, toldozták-foldozták és hozzáépítettek. A falakat, melyek a négy jellegzetes udvarát alkotják sohasem lazították fel. A palotán végzett átalakításokkal, toldalékokkal a palota szinte városkává bővült. A változatlan szerkezeti váz megtestesítette a birodalom hatalmát. Az 1839. évi politikai reform után nem sokkal „már nem lakták tovább az uralkodók, itt maradtak viszont hatalmas értékű kincstáraik, könyvtáraik és mérhetetlen gazdagságuk számos más bizonyítéka.” Az uralkodócsalád a Dolmabahcse palotába költözött. E hatalmas palotakomplexum a köztársaság kikiáltása után közgyűjteménnyé vált.
Két fő csoportra lehet felosztani a palota négy udvarát, melyek hierarchikusan vannak elrendezve. Az első zóna a publikus rész, ami az első két udvart foglalja magába. Fogadások, ceremóniák történtek itt, a hivalkodás helye volt, a messzi földről érkező követeket elkápráztatta a pompa. A közigazgatási funkcióknak adott otthont, szabályozta a szultán kapcsolatát a külvilággal. A harmadik és a negyedik udvar a privát, személyes szféra, ahova a szultán visszavonulhatott lakrészébe pihenni. A harmadik udvarban találhatóak még az egykori férfi és női részlegek, a szultán családja is itt élt. A negyedik udvar kertekkel, pavilonokkal és szökőkutakkal volt gazdagítva. Tulajdonképpen ez az udvar kiegészítése volt a privát szultáni birtoknak.
Egymás mellé rendelt szögletes épületekről van szó, melyek egy komplexumot alkotnak. Épületei udvarokat fognak közre. Mindegyik épület más és más funkciót szolgált. Az udvarok és kertek kialakítása a természettel szembeni szeretetet tükrözik. Kívülről úgy tűnik, hogy a palota hatalmas területet foglal el, viszont ebből a kertek és az udvarok képeznek igazán nagy arányt. A kapuk, a loggiák, a kertek, gyakorlatilag minden eleme a komplexumnak a természettel áll szorosan kapcsolatban, a vízzel, a fénnyel, a kilátással. Mindegyik udvart egy monumentális kapu előzi meg, melyek kijelöli a határokat, és át is hidalja azokat.
Több ezer ember dolgozott itt, mindannyian a szultánjuknak szolgáltak.

### Az első kapu
A Topkapi palota első kapuja a legfontosabb az összes közül. A Hagia Sophia közvetlen közelében helyezkedik el. Márványból készült, magas, lágyabb, nyugati mintára alapozott bejáratról van szó. Amit manapság látunk, az egy későbbi kiegészítése a Topkapinak, ugyanis 1867-ben készült. Az eredetit egy tűzvész tette tönkre.
Korábbi metszetek mutatják az eredeti kapuzat magasságát, szélességét, dominanciáját, mely a birodalom erejét mutatta. Az első kapu uralta a teret, egyszerű volt, mégis szigorú. A kapuzat boltívében egy tugra és egy felirat jelenik meg, mely közli, hogy ez Isten hozzájárulásával épült fel, II. Mehmed szultán idején, 883-ban, azaz keresztény időszámítás alapján 1478-ban.
A kaput folyamatosan kapuőrök vigyázták, de az ő dolguk volt az is, hogy kinyissák a kapukat a reggeli ima előtt és bezárják az esti ima után. Éjjelenként az őrséget a janicsárok csapata erősítette. A kapuőrök szobái a kapuházban helyezkedtek el.
A kapuzat nemcsak védelemre szolgált, hanem elrettentésre is. Azoknak a fejét aggatták itt ki, akik a birodalom ellen cselekedtek. A kapuőrök dolga volt a fejek eltávolítása bizonyos idő után. Gyakran lógtak fegyverek, többek között kardok, íjak, nyilak a főkapu előterében, ami egyrészt megadta a palota harcias mivoltát, másrészt emlékeztette a látogatót arra, hogy a katonák fegyvertelenül mentek be a békés palotába, bent biztonság uralkodott.
Gyakran játszott itt a palota katonai zenekara is, jelezve az ima idejét.

### Az első udvar
A palota első udvara nyilvános terület volt, nyitva állt a nép számára, ezért általában sokan tartózkodtak itt. Szabadon álló épületekkel van meghintve. Ez az udvar a legnagyobb az összes közül. A külső szolgálatokat teljesítő szolgák minden egyes nap ezen az udvaron haladták át. A város lakói pedig szintén ezen az udvaron meneteltek át, ha panaszai voltak. Lényegében az első udvar egy keskeny sétánnyal rendelkezett, amely összekötötte az első kaput a másodikkal.
Rögtön balra található a Szent Irén templom, amely fegyvertárként szolgált. A kórház a bal oldalon helyezkedik el. A betegszobákban egy eunuch szolgált két apróddal. Annak ellenére, hogy az alkoholfogyasztás tiltott volt, egyes egészségügyi helyzetekben jól jött. Az alkoholt a kertészek biztosították, kulacsokban csempészték be a várfal fölött. Egyes szolgák annyira meg voltak elégedve a kórház körülményeivel, hogy gyakran betegséget szimulálva napokat töltöttek itt. Beszélgettek, csempészett bort ittak, zenét hallgattak, mely a kezelés részét képezte és pihentek. Bizonyos idő után csakis a szultán beleegyezésével ápoltak valakit, egy foghúzást sem hajthattak végre a padisah tudta nélkül. Ha a foghúzást, miután már megtörtént, feleslegesnek nyilvánították, az orvosnak kárpótlásként meg kellett szabadulnia egy fogától. Áli kritizálta Szulejmán döntését, miszerint a kórházat az első udvarba helyezte, ami a betegek kapcsolatát segítette elő a külvilággal. Valószínű, hogy azért volt ide építve, hogy megakadályozzák a fertőző betegségek elterjedését a belső udvarokban.
A kutak hatalmas ciszternákkal és csatornákkal álltak összeköttetésben, évszázadokig biztosították a vizet az épületkomplexum számára. Ez első udvarban található a hóhérok kútja is, az igazságszolgáltatás egyik kegyetlen helyszíne. A halálraítélteket itt végezték ki. A kivégzés a kertészek feladatkörébe tartozott. A hóhér a kivégzés után megmosta pallosát, majd kezét a kútnál.
Az épületek bal, illetve jobb oldalon helyezkednek el, helyet hagyva középen a ceremóniáknak. Az építményeket műhelyeknek, hálóhelyeknek, kisebb konyháknak és fürdőknek is használták. Gyakran szolgált várakozóhelyként bizonyos hivatalnokok és méltóságok lovainak, szolgáinak. Angiolello leírja, hogy az időző kíséret hosszú padokon ült, és élvezte a gyönyörű díszkertet. Képes volt több ezer lovas katona befogadására.
Az udvar a felvonulások udvaraként is ismeretes volt. A szultán innen indult a dzsámiba pompás kíséretével, és ide is érkezett vissza. Hasonló ünnepségeknek adott helyet az udvar, többek között a szultán háborúba való indulásakor.

### A középső kapu
A középső kapu harcias, katonai kinézettel rendelkezik. Két, nyolcszögű tornya miatt összekeverhetetlen a többivel, mára már a palota szimbólumává vált. Eredetileg Üdvözlés -, Boldogság -, illetve Béke kapujának is nevezték. Valószínű, hogy azért is nevezték Üdvözlés Kapujának, mert szokás volt a követek körében, hogy sorra köszöntsék a felsorakozó hivatalnokokat és szolgákat. A Béke nevet pedig azért kapta, mert biztonság, békés atmoszféra uralkodott itt. Sima, faragott kőből készült. Védelmet sugall, bár nem ez a rendeltetése, fala vékony, csupán a stílus teremtette meg így. Szulejmán szultán renováltatta.
Ezt a kaput többen őrizték, mint az elsőt. Közeledve a külső homlokzatához, mindenki tudta, hogy le kell szállnia lováról. Az egyetlen kivételt a szultán képezte, aki lóháton haladhatott át a második udvarba is. Kivételes engedély alapján az öreg, illetve a beteg, gyengélkedő emberek átjöhettek lovon. Egy pár személy, a hercegek és a valide, azaz az anyaszultánnő áthaladhatott kocsival. Még a nagyvezérnek is le kellett szállnia lováról, hatalma a középső kapuig tartott.
Ettől a ponttól kezdve a csend betartása szabály volt. Aki megszegte, botütéseket kapott. A tisztességteljes csendnek, ahogy befele haladt az ember, egyre nagyobb mértékűnek kellett lennie.
A nesztelenség a harmadik udvarban teljesedett ki, amely olyan halk volt, akár egy szentély.
Ez előtt a kapu előtt várakozott számos külföldi követ az audienciára. Olyan is előfordult, hogy órákig kellett itt időznie. Ezen a kapun is fegyverek lógtak, s ez katonai arculatot kölcsönzött neki, szuverenitást és hatalmat sejtetett.
A legzordabb dolog a kapuban a láthatatlan, földalatti, ablaktalan börtön, amely a tornyok alatt helyezkedett el. A kapu két ajtóval rendelkezik, az egyik az első udvarra nyílik, a másik a másodikra. Közöttük egy szoba helyezkedik el, melynek boltozatát Koránvers-részletek ékesítik, itt várakoztak a külföldi követek, előkelő személyek, hogy bebocsássák őket a dívánba vagy a trónterembe. A szobától jobbra a főkapuőrzők boltíves szállásai találhatóak, balra pedig a kapuőrök és a hóhér fülkéje.

### A második udvar
A Topkapi második udvara szintén szögletes, az itt található épületek a legrégebbiek az egész palota területéről. Egykoron dúsan volt ültetve magas ciprus- és platánfákkal, pázsit, rózsabokrok és kövezett ösvények alkották, melyek összekötötték az itt álló épületeket. Struccok, pávák, énekesmadarak, őzek, gazellák sétáltak az ápolt gyepen. Számos kút állt itt, melyek a konyhákat látták el. A kutak mellett arany kupák voltak felaggatva a szomjazók számára.
Amikor a Topkapit a távolból szemléljük, észrevehetjük, hogy két domináns tulajdonsága emelkedik ki, melyek a palota ismertetőjegyei váltak. A négyszögletes Igazság tornyáról van szó, valamint a konyhák kéményeiről.
A tágas udvar jobb oldalán konyhák, bal kéz felől pedig istálló helyezkedett el. Az istálló épülete számos szobát rejt magában, a legnagyobban tartották a lovakat, huszonöt-harmincat, a szultán személyes használatára. Ma hintók vannak kiállítva ebben a részlegben. Az istállóhoz tartozott még egy tároló szoba, ahol gazdagon díszített nyergeket, lópokrócokat tartottak nagy mennyiségben.
A szolgáltatások épületei függönyökkel voltak elválasztva egymástól, a könnyebb kommunikáció elősegítése érdekében. A régi szabály, a csend betartása még ma is tiszteletben van tartva. Ezen kívül még itt állt a dívánterem, ahol a birodalmi üléseket tartották és a kincstár is, mely a gazdagságot sugallta. Mindet Szulejmán renováltatta 1525 és 1529 között.
A katonák és az udvaroncok fizetése a kincstárból került ki. A birodalom jövedelme adókból, hadizsákmányokból állt. Általában a janicsárok honoráriumosztásának napját a követek fogadásával azonos napra ütemezték, természetesen azért, hogy a szultán vagyonával hivalkodjanak. Ritka alkalmakkor, amikor a szultán meglátogatta a kincstárat, a földet szőnyegekkel borították be, a falakat függönyökkel, illetve trónt állítottak fel számára. A kincstárban brokáton lépkedett.
Az udvar a hercegnők esküvőinek adott teret, ezen kívül a sehzádék, azaz a hercegek körülmetélési ünnepségeit is itt bonyolították le. Kiemelendő még az a tény, hogy az udvarban alkalmanként, ceremóniák alatt exotikus állatokat állítottak ki. 1520-ban, Szulejmán beiktatási ünnepségén, elefántok és zsiráfok is jelen voltak. Az elefántokat értékes szövetek borították. Ezeket a szokatlan és érdekes állatokat állítólag lakomanapokon is felsorakoztatták, biztosítva a teljes pompát az udvarnak.

### A konyhák
A konyhák vizuális hangsúlyt kaptak, fentebb említett kéményei az érkező követet a szultán bőkezűségére emlékeztették, arra, hogy meg lesz vendégelve. A monumentális főzőhelység kéményei szimbolikus jelentést hordoztak. Hat ezek közül Szulejmán korából való. Kiemelkedő elemei voltak a palotának, a padisah nagylelkűsége mellett a hatalmas udvartartást, a rengeteg személyt jelezték, akik odabenn élték életüket, számukra egyrészt a fennmaradást jelentette a konyha. A szultán nem csupán állandó személyzetének biztosította az ételt, hanem janicsárjainak, a szultáni tanács tisztviselőinek és a hivatalos vendégeinek is, akik javarészt a külföldi követek voltak.
Két részt alkottak. Az egyikben a szultánnak készítettek ételt, a másikban pedig az udvartartás lakói, többek között a szultáni család, a tanács és a szolgák számára főztek. Körülbelül százhatvan ember dolgozott itt. Két párhuzamos hamuszínű épületből áll, az egyik az udvarra néz, a másik pedig az első épület mögött helyezkedik el. Közöttük egy keskeny udvar található. Az elsőben a konyhák felügyelői laktak, itt voltak a bádogozó műhelyek, illetve a szakácsok hálószobái. A belső épületben helyezkedtek el a tényleges konyhák. Ez a ház szélesebb, egy része a Márvány-tengerre néz. Áll itt még egy mecset is, amelyet a szakácsok használtak. Az összes konyha magas, széles és boltíves. Napjainkban a konyhák úgy néznek ki, mint Szinán építész idején, tehát Szulejmán szultán korában is ilyen volt a berendezése.
A konyhákban egy kínai porcelánokból alkotott gyűjtemény is megtekinthető. Szulejmán rendkívül kedvelte a porcelánt, Kínából vásárolta őket, egy részét pedig ajándékba kapta. A múzeum jelenlegi gyűjteménye hatalmas, így a legérdekesebb darabok vannak kiállítva, mivel nincs elegendő hely az összes kihelyezésére. Az étkészletek közül a szeladon tálakat kedvelte leginkább a szultán, amik a kék és a zöld árnyalataiban pompáztak. Természetesen ez megindokolható, ugyanis a korabeli felfogás szerint, ha mérgezett étel került beléjük nyomban elszíneződtek.
A Topkapi átlagos napokon négy-ötezer főnek biztosított ételt. Különlegesebb napokon ez a szám jóval többre nőtt. A janicsárok fizetési napján, melyet háromhavonta ünnepeltek, tíz-tizenötezer katonának biztosított ételt. Ilyenkor levest, birkahúst, pilávot kínáltak nekik, illetve a baklava, azaz a leveles tészta töltött dióval és pisztáciával is népszerű volt a katonák körében.
Az ételekről, akárcsak minden más dologról, többek között az ékszerekről is számadásokat írtak, jegyzéket vezettek. A hárembe naponta bárány-, csirke- és galambhúst küldtek, ezen kívül mandulát, zellert és fokhagymát is. A nők lakosztályát hetente ellátták még cukorral, olívaolajjal, liszttel és fűszerekkel. A padisahnak minden nap széles választékot küldtek kenyerekből, többek között szimit perecet is, ami a mai napig megkóstolható a palota előtt.

### A dívánház és az Igazság tornya
A második udvar, elkerítettsége miatt ideális helye volt a hivatalos és adminisztratív ügyekre való koncentrálásnak. Itt áll a puritán kupolás tanácsterem épülete, melyet Szulejmán építtetett. A török szakirodalom szerint Ibrahim nagyvezérsége alatt épült fel, vélhetőleg 1523 és 1536 között. Annak ellenére, hogy az egyik legfontosabb épületről van szó, külleme szolid, letisztult. Manapság XVI. századi karakterét láthatjuk. A díván terme kupolákkal fedett szobákból áll. Tulajdonképpen három részlegre, teremre osztható, az egyik a nagyvezér privát helyisége volt, mely rendelkezett egy kávékonyhával is, egy másik teremben az írnokok dolgoztak és a tanácskozások során szorgalmasan feljegyezték az elhangzottakat, a legfontosabb pedig maga a tanácsterem, amely a sarkon helyezkedik el. Az egyik fal mentén hosszú, piros dívány húzódik végig. A falat virágmintás Kütahyából származó csempék borítják. Az írnokszobától árkádsorral és ráccsal van elválasztva. Minden gyűlés alkalmával, a nagyvezér a kanapé közepén foglalt helyet, arccal az ajtó felé. Mindenki más a nagyvezértől jobbra ült le.
Eleinte a szultánok személyesen is részt vettek a díván ülésein, később pedig felhagytak ezzel. Nagy Szulejmán hasonlóan gyakorlatba ültette ezt a szokást, és magát nagyvezérével képviseltette. A nagyvezér helye fölött egy aranyrácsos ablak látható, ahonnan a szultán titokban követhette az üléseket. A szultán az ablakot a külföldi követek megtekintésére és a tanácskozás kihallgatására használta. Annak ellenére, hogy nem volt látható, általában megérezték jelenlétét. Ha hallatni akarta mondanivalóját, esetleg nem értett egyet az elhangzottakkal, megkopogtatta a rácsot, a tagok pedig kíváncsian vártak a padisah véleményére. Az ablak fülkéjéhez lépcsősor vezetett a fekete eunuchok lakrészéből.
Heti négyszer üléseztek a dívánban, mégpedig szombaton, vasárnap, hétfőn és kedden. A tanácskozások napkeltekor kezdődtek. Ilyenkor megjelent a nagyvezér, valamint a többi vezér is, Görögország és Anatólia vezére, ezen kívül a defterdárok, akiknek a fizetések átadása és az adók beszedése volt a feladata, a nisándzsi, aki a szultáni pecséttel a leveleket és parancsokat hitelesítette, a csausbasi, aki levelek továbbításával és követséggel foglalkozott, illetve a kancellár. Számos egyéb fontos hivatalnok urak, titkárok, írnokok vettek részt az üléseken. Megérkezésük után mindenki elhelyezkedett a kiszabott helyén, elmondták a mondanivalójukat, a nagyvezér pedig kimondta az ítéletet, a megoldást az ügyekre. Gyakran kérték ki a pasák véleményét is. A nagyvezér legfőképp a fontosabb ügyekkel foglalkozott, a kisebb gondoktól kímélte magát. Az ülés délig tartott, a tanácskozást megszakították egy ebéddel, melyet a palota biztosított minden jelenlévőnek, majd az étkezés után egy rövid ideig még folytatták a beszélgetést. A nagyvezér vasárnap és kedden adott számot a szultánnak a vitatott esetekről.
A második udvarban található az Igazság tornya, mely a dívánházzal határos. A torony alapja tégla, Szulejmán szultán pedig kővel emelte a magasba. Maga a fülke alacsony és sötét, a szultánnak belépéskor meg kellett görnyednie. Kiváló hely volt a zavargások, esetleg a fenyegetések figyelemmel követésére. A szultán nyilvánvalóan nem azért járt fel ide, mert tartott bizonyos veszélyektől, hanem mert a kilátás gyönyörű volt innen, a százöt lépcsőfokot érdemes volt megmásznia. Ugyanakkor innen nézte végig a kivégzéseket is, melyek a hóhérok kútja mellett folytak. Jelenlétét a csipkézett rács kinyitásával jelezte, még a bűnös kegyelemért könyörgött. Ezzel a lépésével pedig minden eldőlt, vérnek kellett folynia.
A tanácsterem rácsos ablaka és a torony a szultán mindenütt való jelenlétét érzékeltette az igazságszolgáltatásban. Továbbá, a harmadik kapu is, amely mögött személyes rezidenciája volt található, rá utalt.

### A harmadik kapu
A szultán a birodalomnak boldogságot hozott, ezért a tulajdonképpeni lakhelyét, rezidenciáját, a harmadik és a negyedik udvart a Boldogság Házának tekintették, a kaput pedig, amely ezek előtt állt, a Boldogság kapujának nevezték el. Ez is több névvel rendelkezik, fekete eunuchok kapujának – mivel ők őrizték -, valamint megjelenés kapunak is hívták, mert mögötte helyezkedik el a trónterem; itt mutatkoztak a hivatott emberek a szultán előtt. Dupla kapu, akárcsak a második.
Széles és mély kapuzatról van szó, a tetőt pedig egy aranyozott kupola koronázza meg. Ez a legszínesebb kapu az összes közül. XVI. századi miniatúrák, a Hünername miniatúrái bizonyítják, hogy amit ma látunk, az nem az eredeti kapuzat.
Ennek a kapunak a csarnokában üdvözölte az új szultán a méltóságokat elődje elhalálozása, leváltása után. Trónra lépése előtt a főasztrológus meghatározta a fontos ceremónia időpontját. Ugyancsak ő volt az, aki kijelölte egyéb fontos események dátumát. A kulcsfontosságú eseményre a hivatalnokok prémes köntöst öltöttek magukra. A trónt kihozták a kincstárból és a kapu előtt helyezték el. Beiktatása után a padisah két főméltósággal, a nagyvezérrel és egy vallási személyiséggel együtt imádkoztak uralmáért abban a teremben, ahol a szent ereklyéket tartották.

### A harmadik udvar
Amint átléptük a harmadik kapu küszöbét, a trónterem épülete tárul elénk, melynek egyik célja, hogy elállja a harmadik udvar panorámáját, elfátyolozza a privát életbe való betekintést. Az egyik legtöbbször felújított udvar ez, a hárem épületén kívül. A háremet Szulejmán bővíttette és renováltatta 1526 és 1528 között. Jelenlegi arculatát 1856-ban alakították ki. Az udvart körülölelő épületek különböző magasságúak és méretűek, egyesek kupolával fedettek, a többit pedig lapos tető takarja.
Eleinte a palota apródjainak otthona működött az udvarban, valamint a palota iskolája is itt üzemelt. Az apródokat a fehér eunuchok felügyelték, akiknek feladatkörébe beletartozott a Boldogság kapujának őrzése is.
Ebben az udvarban áll még manapság a kincstár, mely a szultánok ruháit tárja a látogatók szemei elé. A szultánok halálakor elrakták az általuk viselt összes fennmaradt ruhát egy zsákba, az utókornak, mely fel volt címkézve a padisah nevével. Manapság hozzávetőleg 2500 ünnepi viseletet tárolnak, ez a ruhagyűjtemény így a legnagyobb a világon. A kincstárban ezen kívül rengeteg ékszer, drágakő, szövet, arany, márvány, számos fejdísz, amulett található. Ezt a gyűjteményt tekintik meg legtöbben az érkező turisták közül. A palotában dolgozott számos szakember – szűcs, szabó, csizmadia, aranyműves, kovács, fegyvermester, íj- és nyílkészítő, szőnyeggel és textillel foglalkozó munkások, hímzők, asztalosok, festők, könyvkötők, könyvtárosok és kalligráfusok. Az ő termékeik töltötték meg a kincstárat, ezen kívül természetesen számos külföldi tárgy is beletartozott a gyűjteménybe, amik ajándékként érkeztek. Mindezeket az udvartartásban is használták. A palotában serénykedett még egy ruhásszekrény mester is, akinek a feladata a ruhák tisztántartása volt, illetve egy leltárkészítő, aki különböző gazdasági felméréseket végzett a palotán belül.
A harmadik udvar három részből állt, az apródok lakrészéből, akiket a fehér eunuchok felügyeltek, a háremből, amit a fekete eunuchok őriztek és a függőkertekből, amely ma tulajdonképpen a negyedik udvart képezi.
Ezt a harmadik telket a magánélet és a csend uralta. A kívülállók legfeljebb a szultán hívására léphették át a harmadik kaput. Mindezek ellenére egy kis zümmögő méhkaptárnak számított, zsúfolt volt, elfoglalt emberek siettek ide-oda, végezték feladataikat.
Az őrséghez egészen közel, pár lépésnyire a kaputól áll a trónterem, mely 1525-ben épült fel. Remek módon védte a magánszférát a kíváncsi szemek elől, a ceremóniáknak és audienciáknak szolgált. Ide senki nem léphetett be hívás nélkül, csakis a kihallgatásra hívott követek közelíthettek feléje. A nagyvezér is itt számolt be a díván ügyeiről. Jelentősen díszített, dúsan aranyozott, mindenhol drágakövek ragyognak. Négyszögletes épületről van szó, mely számos időszakot képvisel. Főajtaját a palota legrégebbi csempéi veszik körül. Az ajtó mellett található egy kis kút is, ami Szulejmán szultán korából való. Állítólag audienciák alkalmával a csapot mindig megnyitották, hogy a szultán szavai ne hallatszanak ki. A terem célja, hogy lenyűgözze a látogatót, a padisah gazdagságáról árulkodik. A terem és a ceremónia többnyire annyira magával ragadta az itt megforduló követeket, hogy hazatértük után hosszasan számoltak be tapasztalataikról műveikben a kíváncsiak tudósítására.
A szultáni hárem sérthetetlen volt, kívülálló nem hatolhatott be. Magas falak vették körül és számos kapu torlaszolta el, tette nehézkessé a bejutást. Nem csoda, hogy a nyugati források börtönként, labirintusként tekintettek rá. Lakói annak ellenére, hogy kényelemben és bőségben éltek, nem hagyhatták el a háremet, egy ún. luxusbörtönként működött.
A Topkapi palota háreme bizonyos rendszerre épült. Az épület a fekete eunuchok, a háremhölgyek és az uralkodó családtagjainak lakrészeit, valamint a szultán privát szobáit foglalta magába. Rendelkezett saját fürdővel, toalettekkel és mosodával is. Folyosói labirintust alkotnak, számos árkádos udvarból, szökőkutakból, kertekből és lépcsőházból állt.
Ami a fürdőket illeti, ezek három szobából állnak, öltöző-, hideg- és melegszobából. Az utóbbiban fürdött a szultán. Ebben találhatóak a kutak is. A falon egy falikút volt található, ahonnan a víz egy hosszúkás mosdómedencébe csorgott. A belépés csakis fapapuccsal volt ajánlatos, mivel a padlót fűtötték. A mosdómedence egyik végébe egy ülés volt elhelyezve. A szultán mosakodás közben nem a kádba ült le, mivel muszlimként csak folyó vízben mosakodhatott, hanem a székre ült, és úgymond zuhanyozott. A fürdések alkalmával egy szolga segített neki, egy tálból öntögette rá a meleg vizet. A meleg vizet fűtőkemence segítségével állították elő. Továbbá, a fürdő rendelkezett még egy részleggel, ahol a szultán az intim mosakodást végezte. A fürdés végeztével a szultán visszavonult az öltözőbe, ahol fiatal lányok kávéval kínálták. Amíg a kanapén elfogyasztotta kávéját, addig a lányok tánccal szórakoztatták.
A hárem földszintjén a szolgalányok részlege és a fekete eunuchok szobái helyezkedtek el. A fekete eunuchok lakosztálya az egyik leglátványosabb rész a háremben, csodás kék és zöld színű virágmintás csempék borítják nyitott udvarát. A valide lakosztálya a hárem közepén fekszik, közvetlenül mellette pedig az első és a második kadinok (asszonyok) lakrészei találhatóak. A földszint többi része a szultán rezidenciája volt. A hercegek szobái a felső emeleten helyezkedtek el.
Egyes források szerint körülbelül 380 szobából állhatott a hárem, valószínű, hogy ebbe beleszámolták a folyosókat és a raktárakat is. A hárem szobái többségükben csempézett, takaros szobák. A jelentősebb lakrészeket kupola fedi, a többit pedig lapos tető borítja. A kupolával fedett szobák a kupola ablakaiból kapják a fényt, ezért kissé sötétek. Egyes szobák a Boszporuszra néznek, köztük az anyaszultánnőé is. Az ablakok alatt alacsony dívány húzódik végig a fal mentén, szekrényei gyöngyházberakásúak. A szobák kifinomult ízlésű kandallókkal is rendelkeztek.
A kisebb szobákat könnyebben be lehetett fűteni tél idején. Emellett a törökök szokása volt, hogy házaik, szobáik kisebbek, szerényebbek legyenek, luxusvágyukat a mecseteken, dzsámikon élték ki. Csupán udvaraik voltak nagyok, a szobák a legtöbb esetben kicsik.
A hárembe az ételt kis kapukon juttatták be. A folyosók mentén hosszú polcok voltak, amin otthagyták az étellel megrakott tálcákat a lakók számára, a szobáik bejárata előtt. Mindez azért volt szükséges, hogy a konyhán dolgozók ne kerüljenek közvetlen kapcsolatba a hárem női tagjaival, hiszen ők a szultán birtokában álltak, más nem vethetett pillantást rájuk.
Az Aranyút egy kövezett folyosó volt, amely elhaladt a valide és az első két kadin lakosztálya előtt, és a szultán lakosztályához vezetett. Ez volt az a folyosó, amelyen este a kiszemelt háremhölgy ura elé járult, hosszas készülődés után. Pontos adat nincs arra, hogy miért is hívták így ezt a közlekedőt, de úgy tartják, hogy a szultán aranypénzt szórt ezen az úton, különleges alkalmakkor szolgáinak. Vélhetőleg az is hozzájárult ehhez a névhez, hogy a hölgy, akit a szultán magához hívatott, esélyes volt egy jobb életre, ha kellemessé tette a padisah éjszakáját. Kedvenccé válhatott, ezen felül szultána rangra is emelkedhetett, ha fiúgyermekkel ajándékozta meg urát. Az Aranyút XVI. századi csempékkel van kirakva. Ezeken virágminták, a kék, fehér és piros színek dominálnak. Mind a híres Iznik városában készült, ahol a legjobb csempekészítő mesterek dolgoztak. Külföldön is rendkívül híresek voltak munkáik és nagy mennyiségben rendeltek belőle. Szulejmán unokája, 1592-ben betilttatta a csempék exportját, addig, ameddig a palota összes megrendelt csempéjének gyártásával nem végeztek.
A szultán lakosztályát a fenség, az elegancia itatja át. Ez a rezidencia foglalja el a legnagyobb területet a háremben. Díszítettsége gazdag, minőségi anyagok, az arany és a drágakövek mellett, izniki virágmintás csempék ékesítették a falakat. Az ajtókat aranyozott függöny takarta, a bronz kandallók, a kutak mind hozzájárultak a terem kiválóságához. A berendezést főleg az arany és a zöld árnyalatai uralták. Széles ablakok és teraszok biztosították a panorámát, valamint a fény bejutását. Az ágy négy sarkát kristályból készült oroszlánok tartották. Az ágy ezen elemei azonosíthatóak azzal a ténnyel, hogy Szulejmán szultán gyakran utalt magára Salamon királyként. Szulejmán, ha a Topkapiban tartózkodott, mindig saját ágyában hunyta le a szemét, soha nem asszonyai lakrészében.
Ebben a helyiségben fogadta a padisah a hárem hölgyeit, amikor igényt tartott közelségükre, valamint egyes mulatságok is itt zajlottak. A lakosztályt Üdvözlő szalonnak is nevezték, mivel idejöttek az asszonyok köszönteni őt ünnepnapokon. A szobát Szinán művének tulajdonítják. A fenséges lakrész rendelkezik egy központi kupolával, amit hatalmas oszlopok tartanak. Korábban európai mintákat is hordozott, ma oszmán motívumok díszítik. A szoba eredetileg izniki csempékkel volt dekorálva. Az udvart szándékosan úgy alakították ki, hogy a szultáni lakrész remek panorámával rendelkezzen, innen kilátás nyílik a két tengerre, illetve a két kontinensre is, amelyekre kiterjesztette a hatalmát a szultán.

### A negyedik udvar
A negyedik udvar egy magasabb teraszon helyezkedik el. Abszolút nem hasonlít az előző három udvarhoz, mivel azok szögletesek és oszlopcsarnokos épületekkel vannak körülvéve. Ez inkább egy kert- és kioszkgyűjtemény, ahonnan gyönyörű kilátás nyílik a Boszporuszra és a Márvány-tengerre. Az Aranyszarv néven is ismert terasz márvánnyal borított, ezenfelül medencével is rendelkezik. Az udvart, melyet a harmadik udvar kiegészítésének tartanak, biztonságos falak veszik körül, mely elősegítette a nyugalmat, az elmélkedést és az élvezetek helyszínéül is szolgált.
A szultán órákat töltött itt, nőkkel és bizalmas államférfiakkal egyaránt. Gyakran vonult vissza ide egy kedvencével, étkezett, írt, olvasott, verseket költött, zenét hallgatott. Ideális hely volt a relaxáció, rekreáció számára. Figyelemmel követte a kikötőbe érkező és távozó hajókat.
Egy 1564-1565. évi leltárkönyvből tudjuk, hogy Szulejmán privát függőkertjében narancsliget és szegfűmező terült el, ezen kívül cserepes jázminok színesítették a pihenés helyét. A halastavat és a teraszt Szulejmán renováltatta. A szultánok rendkívül büszkék voltak kertjeikre, melyek rendezettek, ápoltak voltak, a termés pedig bőséges volt. Rendszeresen rendelték a különleges virágmagvakat. Az udvar veteményes kerttel is rendelkezett.
Számos lovasjátékra és egyéb sporttevékenységekre, köztük íjászat és birkózásra is használták, amiket a szultán a teraszról tekintett meg. A szőlőskertek, mezők, erdők és virágágyások mellett a negyedik udvar rendelkezett még állatkertekkel, melyekben házi- és vadállatokat tartottak. Gyakran rendeztek itt állatviadalokat és vadászatokat.

### A hárem
Törökország a férfiak országa volt. A nők beleszólása a politikába elképzelhetetlen volt, hiszen jogilag kiskorúaknak számítottak. Tovább korlátozta a jogaikat a muszlim felső társadalmakban ismert poligámia és rabszolgaság. Az egész Közel-Kelet szigorú elzártságra kötelezte e társadalmi réteg feleségeit és ágyasait. Ezt az elzártságot fejezi ki a hárem szó is, mely az arab haram szóból ered, magyarul pedig tiltottat jelent, azaz egy megközelíthetetlen, sérthetetlen helyet sejtet. Az iszlám világban a háznak a férfiak elől elzárt, női lakrészét jelenti. Itt nem csak a feleségeket, ágyasokat helyezték el, hanem itt élt az összes nőrokon, az anyától a testvéreken át a gyerekekig. A hárem azonban korántsem olyan gondtalan, luxussal teli hely, mint ahogyan a nyugati elme kiszínezte, hiszen a hárembeli életet szigorú protokoll szabályozta.
Kevés ember léphetett át a hárem küszöbén, így kevés a rendelkezésünkre álló információ is. A háremmel kapcsolatos információk olyan szabad nőktől szivárogtak ki, akik a háremben szolgáltak, majd kiházasították őket vagy a kiházasított, saját palotájukban, szabadon élő hercegnők számoltak be élményeikről. A dokumentált információ kevés, így alapjában véve minden, amit a háremről tudunk megkérdőjelezhető.
A hárem rengeteg főt számlált, több ezren éltek itt. Voltak olyan időszakok, amikor megközelítették a tizenegy-tizenkétezer főt. Ez, a világtól izolált társadalom jól struktúrált hierarchiára épült. Rangban, a legalsó szinten a szolgálónők helyezkedtek el, míg a leghatalmasabb a valide, az anyaszultánnő volt, a szultán édesanyja. Szulejmán édesanyja, Hafsza alatt helyezkedtek el rangban a lányai, a szultán lánytestvérei, akiket szultánának hívtak. A valide lányai alá az uralkodó hivatalos konkubináit, a kadinokat sorolták. A XVI. század után ezek a nők legális feleségekké váltak. Szulejmán szultán volt az első, aki szakított a hagyományokkal, és feleségül vette kedvenc háremhölgyét, Hürrem szultánát.
A szultánok korábban szomszédos államok hercegnőit vették nőül, politikai okokból. Nos, erre a XVI. században már nem volt szükség. A hatalmas és erős birodalomnak nem volt szüksége hasonló szövetségesekre, mivel a szomszédos államokat az oszmánok bekebelezték. Az összes lány, kivéve a hercegnők rabszolgaként érkeztek a palotába. Javarészt Isztambul rabszolgapiacairól vásárolták őket. A palota egyes embereinek az volt a megbízatása, hogy a legvonzóbb lányokat a palota számára megvásárolják. A keresztény lányok Isztambulba rabszolgaszállító hajókon érkeztek, főleg a Kaukázusból, de a felhozatalt gazdagították hölgyek a Krímből, az Égei-tenger szigeteiről és a Balkánról is. A hárem egyes lányai a beglerbégek ajándékaiként kerültek a Topkapiba, akik szüntelenül arra törekedtek, hogy a lehető legdekoratívabb hölgyekkel gyarapítsák a szultán udvarának ékességét.
Hürrem állítólag Ibrahim közbenjárásával ismerkedett meg a szultánnal, neki köszönhetően mutatták be őt. A lányoknak a szerájba való kerülésük után egy bizonyos képzésen kellett részt venniük. Mivel idegen földekről származtak, és nem az iszlám volt a vallásuk – ugyanis az iszlám tiltotta a muszlim nők szolgává tételét – megtanították őket törökül beszélni, mi több, az iszlám vallás alapjaira. A valide mindegyiknek török nevet adott. Alapjában véve helyes dolgokra oktatták őket, illemre, tiszteletre, valamint a palotában való megfelelő viselkedésre. Megtanultak írni, annak ellenére, hogy az oszmán nők nem erről voltak híresek. Mindannyian elsajátították a hímzés fortélyait, ami minden török nő elfoglaltságához hozzátartozott. Ha tehetséget véltek felfedezni bennük a zene, tánc és ének területén, többet foglalkoztak velük. Később tanítómesterei lehettek a fiatalabb lányoknak. Minden egyes lánynak meg volt határozva a teendője, egyesek a fürdőhelyiségekben tevékenykedtek, más a validét, a hercegnőket és a kadinokat szolgálta. Egyik szoba sem szűkölködött szolgálókban, mindegyikben ott volt egy-két, akár több lány is, hogy eleget tegyenek a fölöttük magasabb ranggal rendelkező személy kívánalmainak. Szolgálataikért fizetséget és ruhákat, ékszereket kaptak. Ezek a nők teljesen jogfosztottak voltak. Természetes, hogy arra törekedtek, hogy több szabadságra tegyenek szert, ezt pedig csakis egyféleképpen lehetett elérni, még pedig úgy, ha beférkőztek a szultán családjába egy trónörökös világra hozásával. Ebből pedig egyértelművé válik, hogy a török szultánok csupán apai ágon voltak törökök, anyai ágon európai, keresztény vér csörgedezett ereikben. Szokás volt azokat a lányokat férjhez adni, akik több éven át szolgáltak a palotában, úgy, hogy ritkán vagy egyáltalán nem jutottak el a szultán ágyáig. Őket hivatalnokok vették feleségül. Valószínűleg tőlük szivárogtak ki azok az információk, amelyeket ma is tudunk a háremről.
A nyugati források azt állítják, hogy amikor a szultán egy másik lányra vágyott, a hárem szolgalányainak fel kellett sorakozniuk, hogy a padisah szemügyre vehesse őket. A kiválasztottnak egy zsebkendőt dobott a vállára. A szultánnal töltött éjszaka előtt a háremhölgynek alaposan fel kellett készülni arra az estére, amitől a sorsa is függött, már ha hatalomra akart szert tenni. Elsősorban megfürdették, beparfümözték és pár szolga segítségével felöltöztették. Ezután elkészítették a haját és csodaszép ékszerekkel ékesítették. A lányok a jellegzetes háremnadrágot viselték, ami szorosan a bokájukra feszült. Fölötte ruhájuk hosszú ujjú volt, nyaka pedig mélyen kivágott. Finom anyagból készült, kissé átlátszó textúrájú. Derekukat drágaköves öv ölelte át, olykor ezt hímzett kendővel helyettesítették. Mindezek felett bársony vagy szatén köntöst viseltek, hosszút és rendszerint ujjnélkülit, bundagallérral, esetleg hermelinnel, ahogy épp az adott évszak megkövetelte. A hajuk hosszú volt és fejdísszel volt megkoronázva. Mindenféle ékszert magukon hordtak, a gyűrűktől, a karkötőkön, fülbevalókon, nyakláncokon át az ékes hajcsatokig. Számos nyaklánc volt díszítve Korán versrészletekkel. Miután mindennel elkészültek, a lányt szolgák kísérték el az Aranyúton, egészen a szultán lakosztályáig. Az odavezető úton hangszereken játszottak. Ha a szultán elégedett volt a háremhölggyel az éjszaka után, a lány rangja automatikusan növekedett. Ebben az esetben egy külön szobát kapott az emeleten, elhagyhatta a szolgálólányok hálórészlegét, ahol rengetegen kellett osztozzanak a fekvőhelyeken. A földszinten alvó szolgálólányokat rendszeresen figyelték, mivel hajlamosak voltak leszbikus kapcsolatok kezdeményezésére. A hárem felügyelőnőinek szobái a földszintre néztek, így gyakorta tudták kémlelni őket, néha pedig ott is aludtak köztük a hosszú kanapékon. A fáklyáknak mindig égniük kellett, ezáltal is megakadályozták a lányok bűnbeesését.
Hürrem szultána újításai Hürrem szultánáról tudni kell, hogy végtelenül elszánt és törtető nő volt. Rengeteg szabályt rúgott fel céljainak elérése érdekében. Kétségkívül hatalmas változásokat hozott mind a hárem, mind a dinasztia rendszerébe. Vegyük sorra ezeket a kihágásokat, ismerjük meg jobban Szulejmán szívének választottját. Mint már említettem, valószínűleg 1521-ben került a hárembe, nem sokkal később pedig hászeki rangra emelkedett, a szultán kedvenc ágyasa lett. Első kihágása az volt, hogy nem állt le Mehmed világra jövetele után, hanem sorra szülte a gyermekeket a szultánnak. Ez ellent mondott a szabályoknak, javarészt egy fiúgyermekkel volt szokás megajándékozni a szultánt, elég Máhidevránra gondolni. Első számú háremhölggyé vált, a szultánt teljesen az ujja köré csavarta, lassan pedig elérte, hogy Szulejmán ne vessen pillantást más nőkre és a monogámiát válassza. „Ez addig elképzelhetetlen lett volna, mi több, „kötelező” volt a szultánok számára a hárem használata.”
Hürrem sorra tüntette el riválisait az útjából, először Ibrahimtól, majd Mahidevrantól és Musztafától szabadult meg. Musztafa sorsát már az első fejezetben megismerhettük, anyjáról pedig tudni kell, hogy fia halála után egy ősi városba küldték, ahol nélkülöző életmód várt rá, ez idő alatt Hürrem napidíja 2000 akcse volt. Később „Szulejmánban felébredt a lelkiismeret, és pénzt adott neki adósságai rendezésére.” II. Szelim szintén megszánta, féltestvére sírja fölé türbét építtetett, Máhidevrán anyagi helyzete rendeződött. „Tisztes kort megérve 1581-ben távozott az élők sorából, és szeretett fia, Musztafa mellé temették el.”
Hürrem szultána másik vetélytársa Hafsza asszony volt, aki számtalanszor próbálta megakadályozni a hagyományok megsértését. Ami azt illeti, ritkán járt sikerrel. 1534-ben elhunyt, és ezzel Hürrem vállát egy újabb tehertől szabadította meg. Elérte, hogy a szultán felszabadítsa rabszolgaságából – az ágyasok ugyanis rabszolgák voltak. Még ebben az évben törvényesen feleségül vette Hürremet. Mindez valószínűleg nem jöhetett volna létre a valide tudtával. A házasság merész szakítás volt, a nép is ridegen fogadta a hírt. „A nagy alkalomból hatalmas ünnepségeket (haditornákat, felvonulásokat, előadásokat stb.) rendeztek a fővárosban, hogy a tömegek rokonszenvét is elnyerjék a szokatlan lépéshez.” Hürrem hivatalos feleségként, szabad muszlim nőként magánvagyonnal rendelkezhetett. „Magánvagyonából ezért muszlim közjóléti épületeket emeltetett és alapítványokat hozott létre, mint például a Hászeki néven ismert, dzsámiból, iskolából, medreszéből, szegénykonyhából és kórházból álló komplexumot, a Csifte Hamamnak nevezett fürdőt az Aja Szófia közelében stb.” Egyetlen rivális maradt hátra, Ibrahim. Hürrem ráeszmélt, hogy Ibrahim szavai nagy befolyással vannak urára, emellett nyilvánvaló volt az is, hogy nem szíveli a fiatal szultánát, hanem Máhidevránt pártolja. Találgatnunk sem kell, természetes, hogy őt is sikerült kiiktatnia. „Egyes történészek szerint a nagyvezír időnként a szultán alteregójaként is megjelent a köznép előtt, ugyanis Szulejmán nem lelkesedett a közszereplésért. 1536 elejére az intrikusok mégis meggyőzték arról, hogy Ibrahim pasa a hatalmára tör, ezért aztán kíméletlenül megfojtatta.” Ennek a pletykának az elterjesztésében valószínűleg Hürrem is közrejátszott. Hürrem a politikai ügyekbe is beleszólt, „a harmincas évek második felére szinte a szultán politikai tanácsadója lett, olyannyira, hogy egyes (különösen lengyel) diplomáciai ügyekben önállóan dönthetett és cselekedhetett.” A politikába való beleszólása sem mondható mindennapinak, hiszen ezeknek a nőknek legfeljebb azon kellett aggódniuk, hogy fiúgyermeket hozzanak a világra, és bekerüljenek a szultáni családba. Észrevehető, hogy Hürrem egyre messzebb jutott el, de az eddig elért sikereket is felül tudta múlni. Sikerült rávennie a szultánt, hogy a Régi Szerájból a Topkapiba palotába költözhessen. A szultán beleegyezésébe rásegített egy tűzvész is, ami a háremben jelentős károkat okozott. „E tettének eredménye hosszú távon az lett, hogy a régi szerájbeli hárem intézménye teljesen átalakult. A szultáni főhárem ettől kezdve a Topkapi Szerájban működött, s a Régi Szeráj a megunt ágyasok és az előző uralkodó hölgyeinek „száműzetési helyévé” változott, amiért a későbbiekben a „könnyek palotájának” nevezték.”
Hürrem foggal-körömmel ragaszkodott új lakhelyéhez, nem akart megválni urától, hisz attól félt, hogy rangja esetleg lefokozódhat. Újabb fondorlat vette hát kezdetét. A fiai sorra elérték a felnőttkort, és a szokásokhoz híven egy tartomány kormányzásával bízták meg őket. Akárcsak Máhidevrán, Hürremnek is velük kellett volna tartania. Első indoka az volt, hogy nem kísérheti el idővel az összes fiát. „Azzal, hogy több fiút szült, Hürrem még egy ponton aláásta a régi rendszert: lehetetlenné vált a kiköltözési szabály betartása. Minden okunk megvan azt feltételezni, hogy Szulejmánt éppen azzal az indokkal vette rá az előírások megszegésére, hogy nem tudná eldönteni, melyik fiát válassza. Ezért csak a fiúk hagyták el szép sorban Isztambult, ő viszont a Topkapi Szeráj háremében, ura mellett maradhatott.” Mentségére szóljon, hogy nem csak önérdekből nem akarta elhagyni a palotát, hanem Dzsihángír, legkisebb fia egészségügyi állapota miatt is, aki „valószínűleg nyomorék volt (a vállán és a karján jelentkeztek rendellenességek, ráadásul púpos is volt)”. Kivételes pályát futott be. Minden vágya teljesült, minden csatát megnyert, kivéve egyet, pedig az volt a legnagyobb óhaja. Nem érte meg, hogy anyaszultánnő legyen. „Ha túléli urát, valószínűleg teljhatalomra tett volna szert.”
Halála nagyon lesújtotta a szultánt, teljesen magába zárkózott, „uralkodásának utolsó tíz évében már csak árnyéka volt régi önmagának.” Emellett fájdalommal töltötte el szeretteinek halála is, bizalmasa, édesanyja, fiai és szerelme elvesztése megviselték. Rájött, hogy mit sem számít a hatalom és a pénz, a pazar életmódot a szerény követte, ami élete minden részletében megnyilvánult. Egyszerű étkészleteket volt csak hajlandó használni, a világhódító tervek helyett a vallás kötötte le figyelmét. Gondterheltségéhez hozzájárultak politikai lépései is, melyek balul sültek el. „Túl sokat nem akart, nemcsak Magyarországot, hanem Bécset is szerette volna elfoglalni. Hódításaival eljutott ugyan Budáig, de ott aztán tartósan elakadt. (…) A szakadatlan hadakozás az 1550-es évekre pénzügyi válságba sodorta a birodalmat.”